# Antoni Gelabert i Alart
Antoni Gelabert Alart (Barcelona, 30 de setembre de 1879 - Barcelona, 16 de juliol de 1930) va ser un pintor i pedagog català, pare d'Antoni Gelabert Casas i germà de Concordi Gelabert Alart.

## Biografia
Va dirigir l’Acadèmia Arts, inicialment situada al carrer de la Riera de Sant Joan, després traslladada al carrer de Petritxol. A partir de 1918 va ser professor d’ensenyaments especials d’art a l’Escola de Cecs, Sordmuts i Anormals de l’Ajuntament de Barcelona, a la Vil·la Joana de Vallvidrera (actualment, espai literari i cultural del Museu d’Història de Barcelona). Va ser col·laborador de la Comissió de Cultura de l’Ajuntament de Barcelona com a assessor en els ensenyaments artístics i en el projecte de colònies d’estiu. També havia estat professor al Col·legi de Sant Ignasi de Sarrià i de dibuix de l'Escola Tècnica d'Art de la Universitat Industrial.
El 1922 participà en el Congrés d’Higiene Mental a París, on presentà el treball «Enseignement spécial pour enfants déficients de l’Institut de Vilajoana».
El 1932, dos anys després de la seva mort, un grup d’amics (entre els quals es trobaven Manuel Ainaud i Josep Alsina Melis, que havia estat director de l’Escola de Cecs) van organitzar una exposició amb la seva obra pictòrica a la Sala Badrinas de Barcelona.
L’escriptor Andreu-Avel·lí Artís i Tomàs, Sempronio, que assistiria com a infant a les Colònies Vilamar de Calafell, va començar els seus estudis de dibuixant a l’Acadèmia Arts de Gelabert.
Gelabert va intervenir directament en la instal·lació el 1922 de les Colònies de Vilamar de Calafell, unes estades d’estiu per a infants de Barcelona. Estan documentades diverses visites a Calafell acompanyant grups de nens i nenes, juntament amb Ventura Gassol, Enric Mias, Pere Vergés, etc. És autor d’algunes fotografies de les Colònies publicades a diversos mitjans. Per aquests motius, un carrer de Calafell va portar el nom d’Antoni Gelabert a partir d’un acord de l’Ajuntament del 7 d’agost de 1930, pocs dies després de la seva mort, responent així afirmativament a la proposta plantejada públicament durant els parlaments del dia de la inauguració del 17 de juliol de 1930, el mateix dia de l'enterrament de Gelabert. Aquest carrer, situat precisament al costat de les Colònies, va ser rebatejat el 1941 amb el nom de Martínez Anido i, el 1978, amb el del Pintor Mir.
A l'enterrament de Gelabert hi van assistir el tinent d’alcalde delegat de la Comissió de Cultura Lluís Massot i Balaguer, el regidor Lluís Nicolau d’Olwer i altres regidors de l’Ajuntament.